# Ozarba dicincta
Ozarba dicincta är en fjärilsart som beskrevs av Emilio Berio 1940. Ozarba dicincta ingår i släktet Ozarba och familjen nattflyn. Inga underarter finns listade i Catalogue of Life.